# Gran Premio di Lugano
Gran Premio di Lugano – wyścig kolarski rozgrywany w Szwajcarii. Jest on częścią UCI Europe Tour i posiada kategorię 1.1. Pierwsza edycja miała miejsce w 1981. Wyścig odbywa się co roku, oprócz przerwy w latach 1997–2000. W 2013 wyścig został anulowany z powodu śniegu. Najwięcej zwycięstw odnotował Włoch Marco Vitali.

## Zwycięzcy
| Rok  | Pierwsze            | Drugie                 | Trzecie              |          |
| ---- | ------------------- | ---------------------- | -------------------- | -------- |
| 1981 | Josef Fuchs         | Daniel Gisiger         | Marco Vitali         |          |
| 1982 | Marco Vitali        | Hans Von Niederhäusern | Viktor Schraner      |          |
| 1983 | Chris Wreghitt      | Erich Mächler          | Gilbert Glaus        |          |
| 1984 | Benno Wiss          | Urs Zimmermann         | Jean-Claude Leclercq |          |
| 1985 | Gottfried Schmutz   | Jean-Claude Leclercq   | Richard Trinkler     |          |
| 1986 | Mauro Gianetti      | Stephen Hodge          | Daniel Huwyler       |          |
| 1987 | Thomas Wegmüller    | Acácio da Silva        | Stephan Joho         |          |
| 1988 | Marco Vitali        | Daniel Wyder           | Jocelyn Jolidon      |          |
| 1989 | Gilles Delion       | Urs Freuler            | Guido Winterberg     |          |
| 1990 | Marco Vitali        | Daniel Huwyler         | Mike Renfer          |          |
| 1991 | Pascal Jaccard      | Thomas Benz            | Marcel Bischof       |          |
| 1992 | Steffen Rein        | Andrzej Sypytkowski    | Nicola Puttini       |          |
| 1993 | Roberto Caruso      | Roland Meier           | Thomas Bay           |          |
| 1994 | Andrea Chiurato     | Beat Zberg             | Gabriele Colombo     |          |
| 1995 | Stefano Colagè      | Fabrizio Bontempi      | Giuseppe Guerini     |          |
| 1996 | Amilcare Tronca     | Armin Meier            | Andrea Stocco        |          |
| 1997 | Michele Rezzani     |                        |                      |          |
| 1998 | Luca Bianucci       |                        |                      |          |
| 2001 | Luca Paolini        | Beat Zberg             | Bobby Julich         |          |
| 2002 | Ruslan Ivanov       | Davide Rebellin        | Niki Aebersold       |          |
| 2003 | David Moncoutié     | Aleksandr Kołobniew    | Rusłan Hryszczenko   |          |
| 2004 | Frédéric Bessy      | David Moncoutié        | Vladimir Miholjević  |          |
| 2005 | Rik Verbrugghe      | Patrice Halgand        | Emanuele Sella       |          |
| 2006 | Paolo Bettini       | Kim Kirchen            | Alaksandr Kuczynski  |          |
| 2007 | Luca Mazzanti       | Pedro Arreitunandia    | Jewgienij Pietrow    |          |
| 2008 | Rinaldo Nocentini   | Davide Rebellin        | Enrico Gasparotto    |          |
| 2009 | Rémi Pauriol        | Davide Rebellin        | Simon Gerrans        |          |
| 2010 | Roberto Ferrari     | Jure Kocjan            | Giampaolo Cheula     |          |
| 2011 | Ivan Basso          | Fabio Duarte           | Giovanni Visconti    |          |
| 2012 | Eros Capecchi       | Damiano Cunego         | Enrico Battaglin     |          |
| 2014 | Mauro Finetto       | Sonny Colbrelli        | Diego Ulissi         |          |
| 2015 | Niccolò Bonifazio   | Francesco Gavazzi      | Matteo Montaguti     |          |
| 2016 | Sonny Colbrelli     | Diego Ulissi           | Roberto Ferrari      |          |
| 2017 | Iuri Filosi         | Marco Frapporti        | Davide Orrico        |          |
| 2018 | Hermann Pernsteiner | Kristian Sbaragli      | Enrico Gasparotto    |          |
| 2019 | Diego Ulissi        | Alaksandr Rabuszenka   | Matej Mohorič        |          |
| 2020 | odwołany            | odwołany               | odwołany             | odwołany |
| 2021 | Gianni Moscon       | Valerio Conti          | Ben Hermans          |          |
| 2023 | odwołany            | odwołany               | odwołany             | odwołany |